# Xã Hayfield, Quận Dodge, Minnesota
Xã Hayfield (tiếng Anh: Hayfield Township) là một xã thuộc quận Dodge, tiểu bang Minnesota, Hoa Kỳ. Năm 2010, dân số của xã này là 465 người.